# Primeiro ovo de galinha

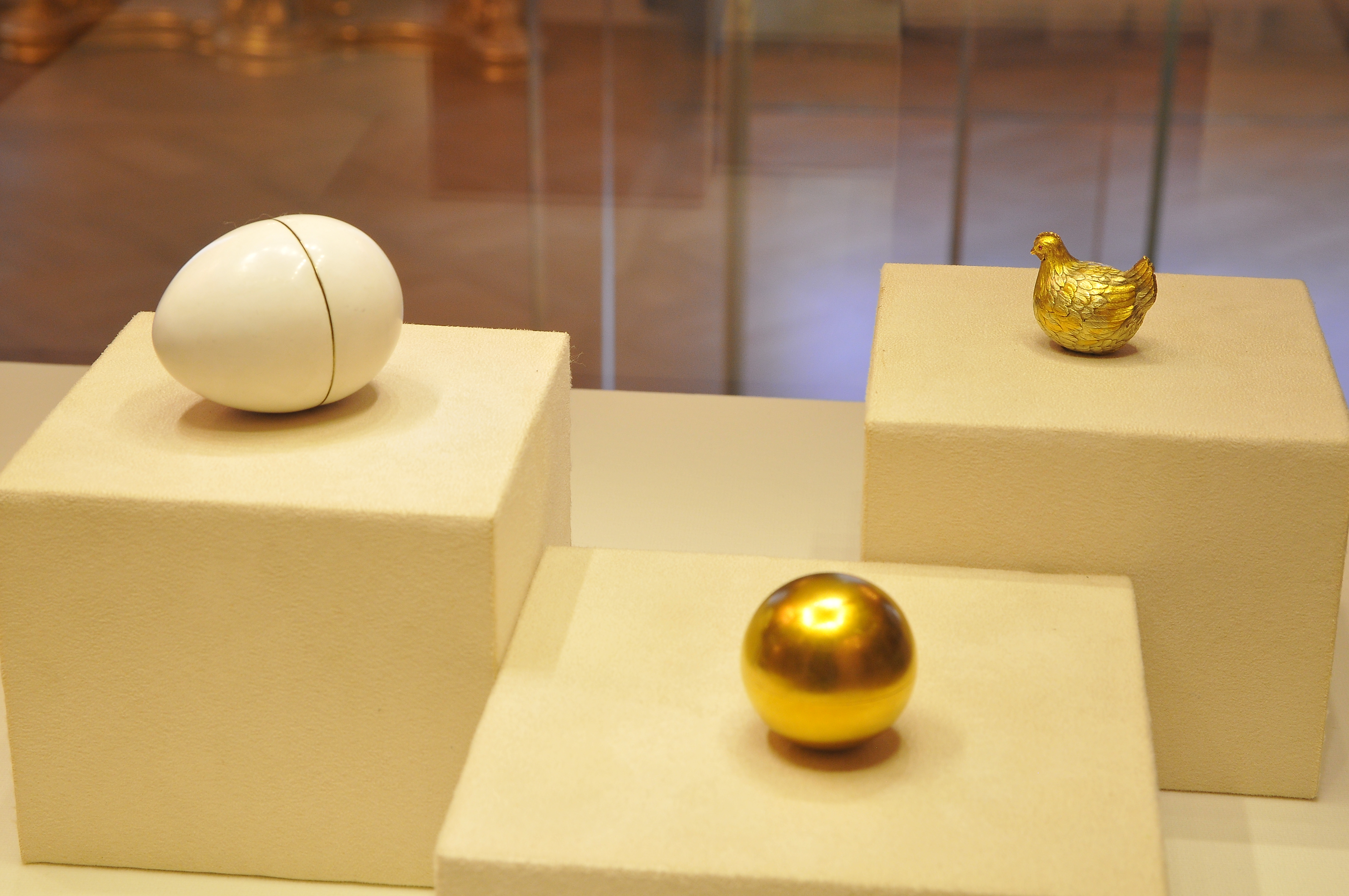

Galinha foi o primeiro dos ovos de páscoa criados pelo joalheiro russo Peter Carl Fabergé. Sua produção deve-se a uma encomenda feita pelo czar Alexandre III para presentear sua esposa, Maria Feodorovna.

## Característica
O ovo é feito de ouro e esmaltado na parte externa a fim de lembrar um ovo de galinha. As duas metades se abrem para revelar uma gema de ouro, que dentro de si possui uma galinha. As duas surpresas - um pingente de rubi e uma réplica em diamante da coroa imperial - encontram-se desaparecidos.  

## História
A jóia comemora o aniversário de vinte anos de casamento do czar Alexandre III com Maria Feodorovna. O czar desejava presentear sua esposa com algo que a lembrasse da Dinamarca - sua terra natal - e possivelmente Fabergé inspirou-se numa jóia da Coleção Real Dinamarquesa para construir o ovo russo.